# Stara Dongola

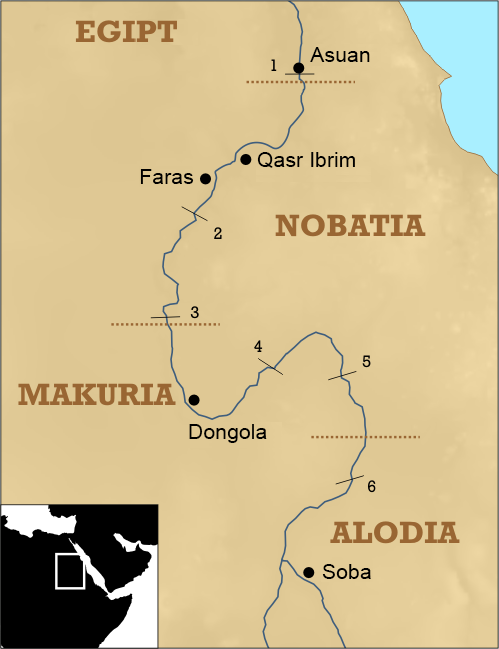
Lokalizacja Starej Dongoli

Stara Dongola (staronubij. Tungul; arab. Dunqulah al-ʿAjūz) – stanowisko archeologiczne na terenie Sudanu, zlokalizowane na wschodnim brzegu Nilu, pomiędzy III a IV kataraktą, wczesnośredniowieczne miasto w Makurii, stolica zjednoczonego chrześcijańskiego królestwa Nubii.

## Historia badań archeologicznych
Polskie badania archeologiczne na stanowisku rozpoczęto w 1964 roku. Zanim na terenie Starej Dongoli pojawiała się polska ekspedycja, na temat miasta niewiele wiedziano, a znane przekazy miały charakter niepewny i często sprzeczny. Jedno ze źródeł – relacja Abu Saleha, podróżnika i geografa arabsko-armeńskiego z początku XIII wieku – głosiło, że Dongola była wielkim, bogatym ośrodkiem miejskim o monumentalnych budowlach sakralnych z kopułami. Koncesja wykopaliskowa została zaproponowana prof. Kazimierzowi Michałowskiemu, dzięki trwającym już pracom w Faras. Badania rozpoczęły się w ramach prac kierowanej przez niego Stacji Archeologii Śródziemnomorskiej w Kairze, czyli obecnego Centrum Archeologii Śródziemnomorskiej Uniwersytetu Warszawskiego. Pierwszym kierownikiem ekspedycji został architekt Antoni Ostrasz, a następnie przez ponad czterdzieści lat kierowali nią kolejno Stefan Jakobielski i Włodzimierz Godlewski. Od 2018 roku na czele zespołu stoi Artur Obłuski, który na badania w Dongoli otrzymał grant Europejskiej Rady ds. Badań Naukowych na projekt „UMMA: Urban Metamorphosis of the community of a Medieval African capital city”.
Systematyczne badania wykopaliskowe szybko przyniosły istotne odkrycia. Już w pierwszym sezonie prac został odsłonięty tzw. Kościół z Kolumnami z dekoracją malarską. Na obszarze objętym koncesją przyznaną polskim archeologom przebadano 150 ha. W południowej części stanowiska badane są miejskie mury forteczne okalające ruiny miasta. We wschodniej części rozciągają się cmentarze; w kierunku północy rozwija się luźna zabudowa podmiejska z wieloma kościołami, dzielnica przemysłowa z wytwórniami ceramicznymi, liczne podmiejskie kościoły, m.in. Kościół z Mozaikami badany przez misję kierowaną przez dr Bogdana Żurawskiego i klasztor Świętej Trójcy, gdzie pracami kierował dr Stefan Jakobielski. Ponadto zadokumentowanych zostało ok. 40 stanowisk wokół miasta dzięki szczegółowej archeologicznej prospekcji przeprowadzonej przez dr Małgorzatę Martens-Czarnecką i mgr Idę Ryl-Preibisz w roku 1986 i w 1988. Dokumentacji fotograficznej z powietrza dokonał dr Bogdan Żurawski.

## Topografia i historia stanowiska
Stara Dongola to wczesnośredniowieczne miasto w Nubii, zlokalizowane na wschodnim brzegu Nilu, pomiędzy III a IV kataraktą. Była stolicą królestwa Makurii, które przyjęło chrzest z rąk misjonarzy bizantyjskich w połowie VI wieku. Sto lat później, kiedy doszło do połączenia Makurii z leżącym na północ królestwem Nobadii, Dongola stała się stolicą zjednoczonego chrześcijańskiego królestwa Nubii, zarazem pozostając chrześcijańską stolicą między VII a XV wiekiem.

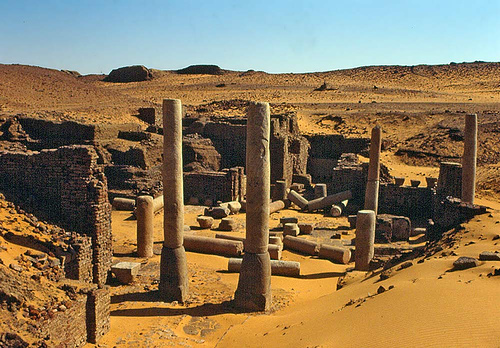
Kościół o Kolumnach Granitowych

Rozwój urbanistyczny Dongoli, której ruiny rozciągają się na 35 ha, rozpoczął się na przełomie V i VI wieku i trwał do XIV wieku. Na skalistym wzniesieniu, ufortyfikowanym, za murami znajdowało się miasto z VII-wiecznym pałacem. Poza murami zlokalizowane były kościoły: Kościół na Planie Krzyża (posadowiony na wcześniejszych założeniach sakralnych z VI i VII wieku), Kościół o Kolumnach Granitowych (prototyp katedry w Faras, zbudowany w miejscu Starego Kościoła z VI wieku) i Kościół z Mozaikami. Kompleks miejski rozwijał się w kierunku północnym i obejmował datowaną na VII–XIII wiek dzielnicę mieszkalną, dwa zespoły klasztorne oraz tzw. dzielnicę przemysłową — zidentyfikowaną jako największy zespół wytwórni ceramiki znany z tej części Afryki. Na wschód od cytadeli odkryto całkowicie zachowaną (od fundamentów po dach) monumentalną budowlę z okresu chrześcijańskiego, interpretowaną jako sala tronowa władców Makurii. Budynek został zamieniony na meczet w 1317 roku — symbolicznie ustanowiony moment końca okresu chrześcijańskiego i początku okresu islamskiego w Nubii. Na wschód od meczetu znajdują się muzułmańskie tereny cmentarne z budowlami grobowymi zwieńczonymi kopułami, dalej od nich starsze nekropole chrześcijańskie, których opracowaniem zajmował się dr Bogdan Żurawski.  Po opuszczeniu Dongoli przez dwór królewski w 1364 roku stała się ośrodkiem władzy niewielkiego królestwa, które jednak w dalszym ciągu prowadziło ożywione kontakty handlowe zarówno z Dalekim Wschodem jak i Europą. W XVI wieku obszar ten włączony został do muzułmańskiego królestwa Fundż. Miasto zostało opuszczone w XVIII wieku.
Bieżące sprawozdania z prac wykopaliskowych publikowane są w czasopismach: Polish Archaeology in the Mediterranean (Warszawa: PCMA, WUW, od 1990), Kush. Journal of the Sudan Antiquities Service (Chartum, od 1967) i Études et Travaux (Warszawa, od 1975).

## Zabytki

### Wielki Klasztor Antoniego (Klasztor św. Trójcy)
Klasztor odkrywano od 1991 roku. Jest usytuowany na tzw. Komie H, który był badany przez 15 sezonów począwszy od 1990 roku. Klasztor powstał w VII wieku za sprawą grupy koptyjskich mnichów, rozbudowywano go kolejno w wiekach XI, XII i XIII. Na terenie kompleksu odsłonięto 50 sal, w których odkryto 125 malowideł z wieków XI, XII i XIII.
Najstarsza faza kościoła, zachowana do wysokości 1,5 m, opiera się na trójnawowym planie bazyliki o wymiarach 29 × 13 m z trójdzielną częścią wschodnią i układem trzech pomieszczeń w miejscu narteksu, w strefie zachodniej; wejścia do budynku wiodły od strony południowej i północnej. Budowla została wzniesiona z cegły wypalanej, z posadzką z płyt ceramicznych. W kościele były kolumny z szarego granitu, które podtrzymywały strop. Pierwsza przebudowa kościoła, za panowania króla Merkuriusza na przełomie VII i VIII wieku polegała na przykryciu kopułą centralnego przęsła nawy głównej i oparcia jej na filarach łączących się w arkady wykonane z bloków piaskowca. Następna przebudowa miała miejsce w XII wieku, kiedy wnętrze kościoła podzielono na mniejsze pomieszczenia.
Poza kościołem, odkryte zostały następujące budynki: kościół z VII wieku, częściowo budynek klasztorny, część gospodarcza i nekropola, a także w całości tzw. Aneks Północno-Zachodni i Południowo-Zachodni, założenia składające się z 40 pomieszczeń połączonych arkadowymi przejściami, a także dwa pochodzące z X wieku budynki, z których jeden pełnił funkcję piwnicy dla budynku klasztornego, a co do drugiego istnieje domniemanie, że służył do kontaktów ze światem zewnętrznym. W XI wieku Aneks został rozbudowany i bogato udekorowany malowidłami ściennymi za sprawą biskupa Georgiosa. W ciągu całego XI wieku kompleks ulegał przeobrażeniom. Pod koniec wieku w obręb założenia włączona została krypta, nad którą wzniesiono kaplicę z dekoracyjnym portalem; dostawione zostało też pomieszczenie z dwiema wieżami w kształcie absyd. Prawdopodobnie, według hipotezy dr Bogdana Żurawskiego, kompleks po przebudowach pełnił funkcję xenodocheionu, połączenia szpitala z przytułkiem, znanego z Bizancjum, o czym świadczy program ikonograficzny malowideł ściennych. W XII wieku zaszły kolejne zmiany w części Aneksu związane z założeniem w tym miejscu kommemoratywnego kompleksu dedykowanego biskupowi Georgiosowi, na którego ścianach zapisane są teksty maryjne i paramagiczne w języku greckim i koptyjskim. W klasztorze znaleziono ponadto liczne inskrypcje liturgiczne, stele nagrobne i graffiti w językach greckim, koptyjskim i staronubijskim.

### Kościoły
Na terenie Dongoli odkryto kilkanaście kościołów. Ich dokumentacja stała się bazą dla ogólnych opracowań nubijskiej architektury sakralnej.

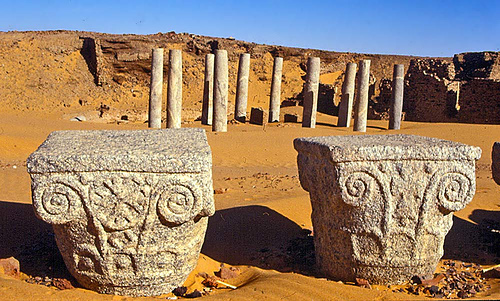
Kościół o Kolumnach Granitowych

Wczesne kościoły powstawały w Dongoli według wzorców bizantyjskich. Do charakterystycznych cech dongolańskiej architektury zalicza się centralny (krzyżowy) plan, występujący samodzielnie bądź w połączeniu z prostokątnym założeniem bazylikalnym, w okresie późniejszym przekrywanym centralną kopułą. Lokalny rys architektoniczny widoczny w architekturze katedry – zwanej też Kościołem o Kolumnach Granitowych, uważanej za wzór dla Katedry w Faras, jak i starszych kościołów — Filarowego przy Murach Fortecznych datowanego na IX wiek, Na Komie D z X wieku, Południowo-Zachodniego z XIII wieku i Północnego datowanego na XIII wiek.
Na terenie stanowiska znajduje się kilka innych kościołów. U podnóża ufortyfikowanego wzniesienia, po stronie północnej, został odkryty Kościół na Planie Krzyża, powstały w IX wieku na miejscu wcześniejszych budynków sakralnych z VI i VII wieku. Jednym z najstarszych obiektów jest natomiast Kościół z Mozaikami, noszący cechy późnomeroickiej tradycji budowania.

### Malowidła z Dongoli
Na terenie klasztoru Św. Trójcy i towarzyszących mu aneksów odkryto ponad 100 malowideł ściennych o tematyce religijnej, pochodzących z okresu późnego malarstwa nubijskiego (2. poł. XI, XII, i XIII wieku). W malowidłach przenikają się lokalne tradycje, wpływy sztuki arabskiej, afrykański folklor. Malowidła są wykonane w technice al secco, na wysokości 1,5 m powyżej poziomu podłogi. Wśród bogatego repertuaru przedstawień można wymienić przedstawienia Chrystusa, Marii, Trójcy Świętej, archaniołów, aniołów, apostołów i świętych, sceny ze Starego i Nowego Testamentu, wizerunki dostojników kościelnych i świeckich – w tym miejscowych biskupów (np. Georgiosa) i królów. Małgorzata Martens-Czarnecka, badaczka zajmująca się malowidłami sugeruje, że malowidła pełniły funkcję wotywną, zostały wykonane na życzenie osób związanych z klasztorem, o czym mają świadczyć liczne przedstawienia donatorów. Wśród przedstawień pojawiają się typowe nubijskie sceny opieki, w których donator jest trzymany z tyłu, za ramiona przez dużo większą postać opiekującą się nim, polecającą go.
Wśród typowych scen ikonograficznych, znanych na terenie Nubii można wymienić:
- przedstawienia Trójcy Świętej w formie trzech jednakowych wizerunków Chrystusa, czasem na tle medalionu otoczonego przez Cztery Istoty Apokaliptyczne, czasem wyłaniającą się z obłoków stylizowanych na łuski; inny wariant tego przedstawienia – Chrystus o trzech głowach w typie ikonograficznym określanym jako Ten, który jest[19];
- przedstawienia Marii stojącej lub tronującej i trzymającej Dzieciątko na lewym ramieniu w typie Hodegetria;
- przestawienia Marii Karmiącej Dzieciątko w typie Galaktotrophusa (w Dongoli szczególnym wariantem jest przedstawienie z Matką Boską Karmiącą i przędzącą jednocześnie[20], które stanowi połączenie typu Galaktotrophusa z typem Marii znanym ze scen Zwiastowania[21]);
- wyobrażenia Trzech Młodzianków w Piecu Ognistym – spośród trzech odkrytych w kompleksie klasztornym, dwa powtarzają ikonografię znaną z Faras, trzecie wprowadza nowy element – dwie postaci niosące drewno do pieca[22];
- liczne wizerunki Archanioła Michała jako protektora;
- przedstawienie Bożego Narodzenia.

Pojawiają się też specyficzne, miejscowe wątki, inspirowane wzorcami sztuki bizantyjskiej, ale oddające lokalne tradycje, czego przykładem jest scena koronacji króla nubijskiego przez Chrystusa. Unikalnymi przykładami scen są dwa przedstawienia prothesis, a także dwa wyobrażenia, z których jedno to scena tańca dwóch mężczyzn, a drugie, niejasne, zawiera m.in. sceną transakcji handlowej.

### Zabytki ruchome
Zabytki ruchome pochodzące z wykopalisk znajdują się w większości w muzeum w Chartumie. 86 artefaktów sprowadzono na wystawę "W pustyni i w słońcu. Polskie wykopaliska w Starej Dongoli" odbywającej się od 30 sierpnia do 1 października 2006 roku w Muzeum Narodowym w Warszawie. Wypożyczone zabytki zaprezentowano wraz z polskimi zbiorami z Muzeum Narodowego w Warszawie, wyeksponowano m.in.: naczynia ceramiczne, detale dekoracji architektonicznej, epitafia z inskrypcjami koptyjskimi i greckimi, drobne przedmioty użytkowe.

## Literatura dodatkowa
- 50 years of Polish excavations in Egypt and the Near East : acts of the Symposium at the Warsaw University 1986, réd. S. Jakobielski, J. Karkowski, Varsovie: Centre d'Archéologie Méditerranéenne de l'Académie Polonaise des Sciences 1992.
- Dongola-Studien: 35 Jahre polnischer Forschungen im Zentrum des makuritischen Reiches, hrsg. von S. Jakobielski, P. O. Scholz, Warszawa: Zakład Archeologii Śródziemnomorskiej Polskiej Akademii Nauk 2001.
- W. Godlewski, D. Dzierzbicka, A. Łajtar, (eds.). Dongola 2015–2016. Fieldwork, Conservation and Site Management, (=PCMA Excavation Series 5), Warszawa: PCMA, WUW, 2018
- W. Godlewski and D. Dzierzbicka (eds), Dongola 2012–2014. Fieldwork, conservation and site management (=PCMA Excavation Series 3), s. 153–168. Warsaw: PCMA UW, 2015
- W. Godlewski, with appendix by R. Mahler. Dongola. Seasons in 2012–2013. Polish Archaeology in the Mediterranean, 24/1, 2015, 325–343.
- S. Jakobielski, 35 Years of Polish Excavations at Old Dongola. A Factfile [w:] Dongola-Studien, 35 Jahre polnischer Forschungen im Zentrum des makuritischen Reiches, red. S. Jakobielski, P. Scholz, "Bibliotheca nubica et aethiopica" vol. 7, Warszawa-Wiesbaden, 2001, s.1-48.
- S. Jakobielski, Christian Nubia at the height of its Civilization [w:] General History of Africa (UNESCO), vol. III – Africa from the Seventh to the Eleventh Century, Paris – Berkeley, 1988, s. 194–223.
- S. Jakobielski, The Early Christian Period in Nubia [w:] History of Humanity, Scientific and Cultural Development, vol. III: From the Seventh Century BC to the Seventh Century AD, red. J. Herrmann, E. Zürcher, chap. 15.2.3, UNESCO Paris, New York 1996, s. 326–331.
- S. Jakobielski, Das Kloster der Heiligen Dreifaltigkeit. Bauphasen des nordwestlichen Anbaus [w:] Dongola-Studien, 35 Jahre polnischer Forschungen im Zentrum des makuritischen Reiches, red. S. Jakobielski, P. Scholz, "Bibliotheca nubica et aethiopica" vol. 7, Warszawa-Wiesbaden, 2001, s.141–168.
- S. Jakobielski, The Monastery in Old Dongola: Excavation of the North-Western Annexe 1998–2002, "Gdansk Archaeological Museum African Reports", 2005
- S. Jakobielski, Old Dongola Fieldwork – Seasons 2005/2006 and 2006, Polish Archaeology in Mediterranean 2008
- S. Jakobielski, Old Dongola, Fieldwork 2004, "Polish Archaeology in the Mediterranean", 2006
- S. Jakobielski, J. van der Vliet, From Aswan to Dongola: The Epitaph of Bishop Joseph (died AD 668)* [w:] Nubian Voices. Studies in Christian Nubian Culture, red. A. Łajtar, J. van der Vliet, Warsaw 2011, s. 15–37
- M. Martens-Czarnecka, The wall paintings from the Monastery on Kom H in Dongola (=Nubia 3; Dongola 3; PAM Monograph Series 3). Warsaw: PCMA, Warsaw University Press 2011.
- M. Martens-Czarnecka, Caractéristiques du style «violet» dans la peinture à Dongala, "Études et Travaux" XIV, 1990, s. 223–237
- M. Martens-Czarnecka, Wall Paintings discovered in Old Dongola [w:] Dongola-Studien. 35 Jahre polnischer Forschungen im Zentrum des makuritischen Reiches, red. S. Jakobielski, P. O. Scholz, Warszawa 2001, s. 253–284.
- K. Michałowski, Od Edfu do Faras, Warszawa 1974, s. 182–192
- Polskie wykopaliska w Starej Dongoli: 45 lat współpracy archeologicznej z Sudanem, tekst Stefan Jakobielski, Małgorzata Martens-Czarnecka, tł. jęz. ang. Barbara Gostyńska, Wiesław Piątkiewicz, tł. jęz. arab. Mahmud El. Tayeb, Warszawa: Muzeum Narodowe 2006.
- B. Żurawski, Faith, Healing Philanthropy and Commemoration in Late Christian Dongola [w:] Ägypten und Nubien in spätantiker und christlicher Zeit. Akten des 6. Internationalen Koptologenkongresses Münster, 1996, red. S. Emmel, M. Krause et al., Wiesbaden 1999 (SKCO 6), s. 423–448.
- B. Żurawski, Dongola, the city of the Makurians. Literary sources to 1956 [w:] Dongola-Studien. 35 Jahre polnischer Forschungen im Zentrum des makuritischen Reiches, red. Stefan Jakobielski, Piotr Scholz, "Bibliotheca nubica et aethiopica" vol. 7, Warszawa-Wiesbaden, 2001, s. 75–140.
- B. Żurawski, Survey and Excavations between Old Dongola and Ez-Zuma, Warszawa 2003, s. 91–103; 141–156.